# (516) Amherstia
(516) Amherstia – planetoida z pasa głównego asteroid okrążająca Słońce w ciągu 4 lat i 142 dni w średniej odległości 2,68 j.a. Została odkryta 20 września 1903 roku w Landessternwarte Heidelberg-Königstuhl w Heidelbergu przez Raymonda Dugana. Nazwa planetoidy pochodzi od Amherst College, uniwersytetu odkrywcy. Przed nadaniem nazwy planetoida nosiła oznaczenie tymczasowe (516) 1903 MG.